# Jan Rydh
Jan Roland Rydh, född 26 december 1938, död 5 maj 2019 i Stockholm, var en svensk bankman och landshövding i Västmanlands län.

## Biografi
Rydh var civilekonom, utexaminerad från Handelshögskolan i Stockholm 1962. Efter att innehaft olika befattningar i Svenska sparbanksföreningen från 1962 var han VD för sparbanksföreningen 1979–1991 innan han blev utsedd till landshövding i Västmanlands län 1991–2000.
Jan Rydh var ordförande i ett flertal statliga utredningar Reformerat Presstöd, SOU 1988:48; Filmutredningen, SOU 1991:105; Statens upphandling av telefonitjänst, STATTEL-delegationen (C 1991:03; Bostadspolitik 2000, SOU 1996:156; Ett tryggare Sverige, SOU 1998:143; Sjukförsäkringsutredningar SOU 2000:72, SOU 2000:171 samt SOU 2002:5; Inte bara Samhall SOU 2003:56; Industrisamhällets kulturarv, SOU 2002:67; Ansvarig för omorganisationen av RFV och försäkringskassorna, Försäkringskassan SOU 2004:127 med flera.
Jan Rydh är begravd på Skogskyrkogården i Stockholm.

## Civilkuragepriset
I samband med landshövdingens avgång gjordes en insamling bland länets medborgare kommuner, landsting och företag. De insamlade medlen blev grunden för den år 2000 bildade Stiftelsen Västmanlandsfonden för civilkurage. Prisets syfte är att uppmärksamma den/dem som, inom Västmanlands län, på sin skola, på sin arbetsplats eller ute i samhället, visat civilkurage och därmed lämnat ett viktigt bidrag mot våld, främlingsfientlighet och rasism - och för omtanke, generositet och solidaritet.

### Pristagare
- 2002: Mikael Mattisson och Anders Andersson[5]
- 2003: Birgitta Nordberg och Roshan Rydell-Kahande[6]
- 2005: Mietek Grocher[7]
- 2008: Arbogaborna vid medeltidsveckan 2007[4]
- 2010: Isak Forsman Mannberg och Mariam Afrasiabpour[8]
- 2014: Ronald Henriksson, William Eriksson, Lotta Granberg och Joakim Stoor[9]
- 2018: Issis Melin och Anna-Karin Eriksson[10]